# كاليدونيا (مقاطعة كولومبيا)
كاليدونيا، مقاطعة كولومبيا (بالإنجليزية: Caledonia, Columbia County, Wisconsin)‏ هي بلدة تقع بولاية ويسكونسن في الولايات المتحدة. تبلغ مساحتها 164.8 (كم²)، وترتفع عن سطح البحر 327 م، بلغ عدد سكانها 1171 نسمة في عام 2000 حسب إحصاء مكتب تعداد الولايات المتحدة وتصل الكثافة السكانية فيها 7.6 نسمة/كم2.

## وصلات خارجية
- http://www.townofcaledonia.org
- The US50 - Cities and Towns in Wisconsin State
- Wisconsin Cities and Towns, Facts, Map, Flag, Colleges, Government, and More